# Zāghedeh
Zāghedeh (persiska: زاغده) är en ort i Iran.   Den ligger i provinsen Mazandaran, i den norra delen av landet, 130 km nordost om huvudstaden Teheran. Zāghedeh ligger 5 meter över havet och antalet invånare är 353.
Terrängen runt Zāghedeh är platt, och sluttar norrut. Runt Zāghedeh är det ganska tätbefolkat, med 166 invånare per kvadratkilometer. Närmaste större samhälle är Āmol, 10,4 km söder om Zāghedeh. Trakten runt Zāghedeh består till största delen av jordbruksmark.